# Świt żeglarski

Świt żeglarski w miejscowości Samocice godz: 04:48, 9 sierpnia 2009

Świt żeglarski, świt nawigacyjny lub świt nautyczny – czas przed wschodem Słońca, gdy horyzont i krajobraz stają się na tyle widoczne, że możliwa staje się nawigacja w oparciu o oświetlone brzaskiem obiekty na ziemi lub morzu, a na niebie są jeszcze widoczne najjaśniejsze gwiazdy, wobec których można określić pozycję (astronawigacja żeglarska).
Świt żeglarski występuje w czasie, gdy środek tarczy Słońca znajduje się już wyżej niż 12° poniżej linii horyzontu, ale ciągle poniżej 6° poniżej linii horyzontu.
W Polsce w miesiącach wiosenno-letnich, przez pewien okres nie ma nocy astronomicznej lub zmierzchu astronomicznego, gdyż po zmierzchu żeglarskim następuje bezpośrednio świt żeglarski (Słońce nie schodzi poniżej 12 stopnia pod horyzont). W zależności od szerokości geograficznej trwa między 13 a 29 czerwca.